# 遠華密輸事件
遠華密輸事件（えんかみつゆじけん、ユエンファーみつゆじけん）は1996年から1999年にかけて、頼昌星を会長とする遠華電子有限公司という貿易会社が、約800億元の関税を脱税したとされている事件。発生地をもって「アモイ事件」ともいう。建国以来最大規模とされているが、これらは全て「公式見解」であり、実態は謎である。

## 概要
事件捜査の陣頭指揮をしていた李紀周・中華人民共和国公安部副部長を筆頭に、石兆彬・アモイ市市委書記、劉豊・張宗緒・李嘉廷・党委副書記、楊前線・アモイ税関長、趙克明・アモイ市副市長などアモイ市の指導部多数や中国工商銀行アモイ分行長、陳燕新・福建省石油総公司社長、中国銀行、人民検察院の幹部が密輸と収賄などで逮捕され、合計156人が処分され、死刑判決などを受けたり、陳明義・福建省党書記が事件の責任を取らされて解任されたものの、外相、副総理などを歴任した姫鵬飛の息子で解放軍総参謀部第二部部長だった姫勝徳（少将）は無期懲役となるなど、多分に政治的決着が図られた。
軍と事件との関与が暴露することで、引退していたとはいえ軍内部に影響力を保持していた劉華清や張震（共に中央軍事委員会副主席）の影響力を殺ぎ、軍隊経験が無く甘く見られていた江沢民の軍掌握に利用されたとの指摘もある。
しかし、事件当時福建省党委書記だった賈慶林と、その妻（福建省外国貿易局党書記）で、遠華集団の理事を務めていた林幼芳も関わっていたという疑惑が浮上し、同じく汚職事件で解任された陳希同から北京市党委書記の座を与えられた賈は再選が危ぶまれていた。江沢民の追及が甘くなったのはこのためと言われる。

## 事件後
主犯と目され、事件発覚後家族と共に300億元を持ってカナダに逃亡した頼は、マスメディアを通じて政府、軍高官に賄賂を送っていたことなどは事実ではなく、自分は江沢民、李鵬、朱鎔基らの権力闘争の犠牲者であり、そもそもこの事件は朱鎔基が作り出したものだという主張をしている。
死刑制度を廃止したカナダは、再三にわたる中国の送還要求を人道的理由を盾に拒み続けていた。このため江沢民は「死刑にはしない」との人治主義的発言もしている。これは、かつて華国鋒が文革の主犯として逮捕された江青に対して同様の発言をしたように、同事件だけでなく中国の司法が独立していないことを露呈させている。
2009年2月、中国新聞社がカナダ政府が頼昌星に就労ビザを発行したと報じる。
2011年7月21日、カナダ政府は頼昌星の強制送還中止の申請を却下した。これにより本国への強制送還が決定した。これを受けて、頼昌星は同月23日に中国へ12年振りに帰国し空港に到着後公安当局者に身柄を拘束された。
2012年5月18日、アモイ市人民法院は、頼に対して終身刑の判決を言い渡した。